# ポコタ
ポコタ（英語：POKOTA）はマスコットキャラクターで、株式会社TREENODが開発した『LINE ポコパン』、『LINE ポコポコ』などのコンピュータゲームに登場するキャラクターたちのリーダー。

## 解説
兎をモチーフにしたキャラクターで、大きい前歯がトレードマーク。
当初の一人称は「俺」であったが、後に「ポク」へ変更された。
因みにフェイスブック上の性別は中性だが女装したイラストで描かれる事が多い。
兎がモチーフだが雑食で、焼肉を食べる事もある。